# Гыз-Галасы
Гыз-Галасы (азерб. Qız Qalası su anbarı — водохранилище «Девичья Башня») — водохранилище на реке Аракс на границе между Восточным Азербайджаном Ирана и Джебраильским районом Азербайджана. Построено в 1999—2008 годах. Расположено в 12 км ниже Худаферинского водохранилища. Через данное водохранилище планируется обеспечить водой 12 тысяч гектаров земли.

## История
Основными целями строительства водохранилища Гыз-Галасы являлись производство гидроэлектроэнергии и орошение. Проект разработан в соответствии с соглашением между Советским Союзом и Ираном в октябре 1977 года, завершён в 1982 году.
Во время первого официального визита Президента Азербайджана Гейдара Алиева в Иран, состоявшегося летом 1994 года, был подписан меморандум о реализации проекта строительства водохранилища.
С 1993 года по 18 октября 2020 года северная часть водохранилища (левый берег Аракса) находилась под контролем непризнанной Нагорно-Карабахской Республики вместе с одноимённой гидроэлектростанцией.
В феврале 2016 года между правительствами Азербайджана и Ирана было подписано соглашение о сотрудничестве в области строительства, эксплуатации, использования энергетических и водных ресурсов водохранилищ Худаферин и Гыз-Галасы.
В феврале 2022 года на водохранилище в рамках постройки ГЭС завершено строительство гидроузла, начата установка турбин.

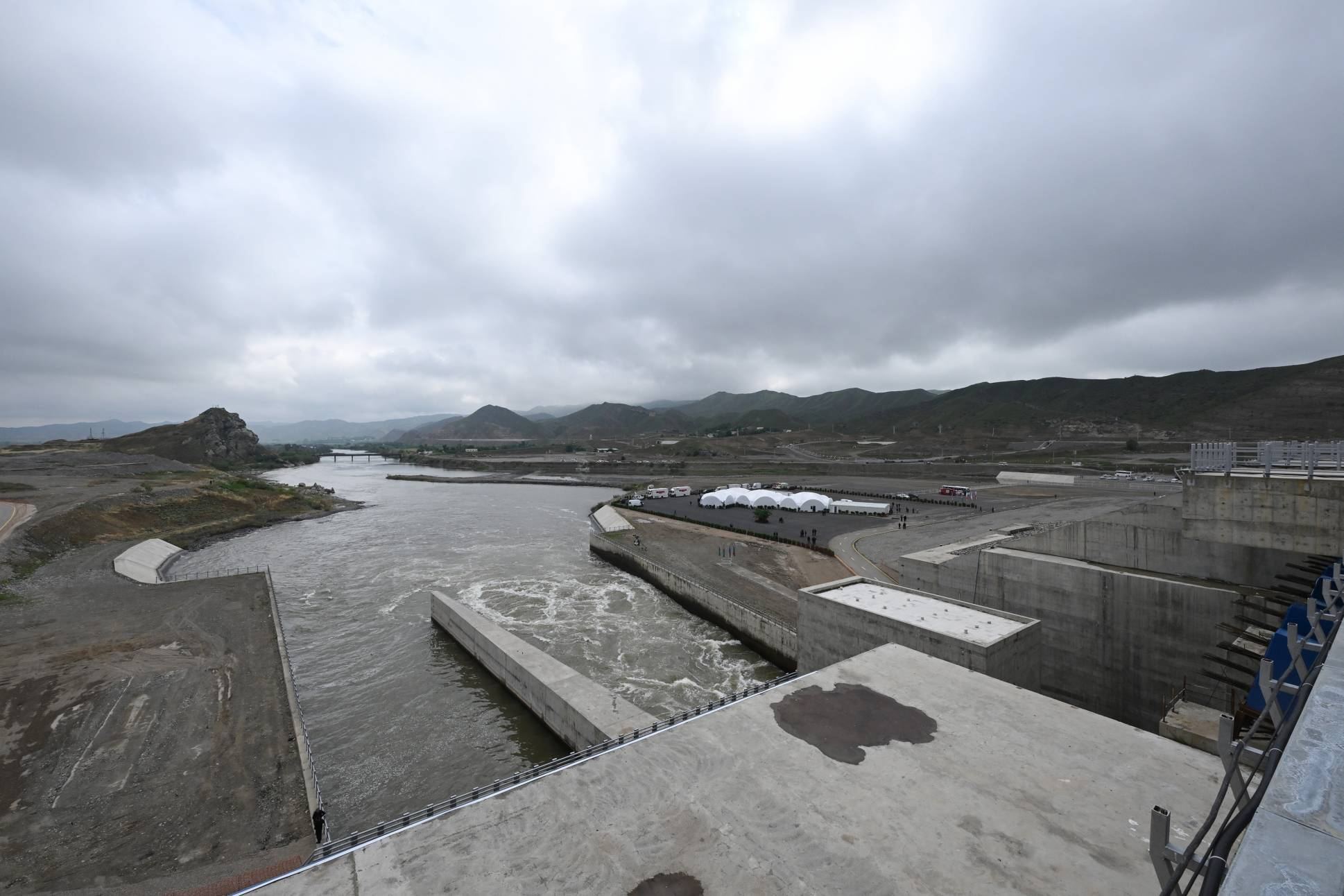
Гидроузел «Гыз-Галасы», 19 мая 2024

19 мая 2024 года с участием президента Азербайджана Ильхама Алиева и президента Ирана Ибрахима Раиси состоялась церемония открытия гидроузла «Гыз-Галасы». На обратном пути вертолёт президента Раиси разбился, все находившиеся на борту погибли.